# NGC 3982
NGC 3982 es una Galaxia espiral barrada de alrededor 67 millones de años luz (al) de distancia, situada en la constelación de la Osa Mayor.  Fue descubierta el 14 de abril de 1789 por William Herschel.  Es parte del grupo M109, un grupo galáctico localizado en la constelación de la Osa Mayor, el cual contiene más de 50 galaxias, cuya galaxia más brillante del grupo es la galaxia espiral M109.
Se ha observado una supernova, SN 1998aq, en la galaxia.